# ATP Challenger Nottingham-4
Das ATP Challenger Nottingham-4 (offizieller Name: Lexus Nottingham Challenger) ist ein Tennisturnier in Nottingham, Vereinigtes Königreich, das seit 2024 ausgetragen wird. Es ist Teil der ATP Challenger Tour und wird in der Halle auf Hartplatz ausgetragen.

## Liste der Sieger

### Einzel
| Jahr | Sieger                     | Finalgegner      | Ergebnis       |
| ---- | -------------------------- | ---------------- | -------------- |
| 2025 | Viktor Durasovic           | Henry Searle     | 7:66, 3:6, 6:1 |
| 2024 | Giovanni Mpetshi Perricard | Matteo Martineau | 7:62, 6:4      |

### Doppel
| Jahr | Sieger                          | Finalgegner                    | Ergebnis   |
| ---- | ------------------------------- | ------------------------------ | ---------- |
| 2025 | Jonáš Forejtek Michael Vrbenský | Jiří Barnat Filip Duda         | 7:65, 7:65 |
| 2024 | Petr Nouza Patrik Rikl          | Antoine Escoffier Joshua Paris | 6:3, 7:63  |